# Ampelopsis cantonensis
Ampelopsis cantonensis là một loài thực vật hai lá mầm trong họ Nho. Loài này được (Hook. & Arn.) Planch. miêu tả khoa học đầu tiên năm 1887.